# لوك سمارت
لوك سمارت هي شركة أمريكية متخصصة في إعلانات البحث، إدارة المحتوى، وتقنيات الإعلام عبر الإنترنت. تقدم الشركة حلولًا في البحث، التعلم الآلي، روبوتات الدردشة، إضافة إلى خدمات الدفع بالنقرة والإعلانات السياقية.
كما تتولى لوك سمارت ترخيص وإدارة شبكات الإعلانات على محركات البحث كمنتجات بعلامات بيضاء، مع الالتزام بإرشادات مكتب الإعلانات التفاعلية لقياس النقرات.
مايكل أونغهاي هو الرئيس التنفيذي الحالي للشركة، ويقع مقرها الرئيسي في هندرسون، نيفادا.